# Fabriano
Fabriano is een stad in de provincie Ancona in de Italiaanse regio Marche. Na Ancona-stad en Jesi is Fabriano de grootste stad in de provincie.
Fabriano is waarschijnlijk gesticht in de vroege middeleeuwen. De stad was belangrijk omdat die vanaf de dertiende eeuw, als een van de vroegste in Europa, papier van hoge kwaliteit fabriceerde. Dit droeg bij aan de welvaart van de stad in de late middeleeuwen en renaissance en leidde tot de ontwikkeling van het nabijgelegen Foligno tot het centrum van de Italiaanse drukkunst.
Enkele belangrijke monumenten in het historische centrum van Fabriano zijn: Het 12de-eeuwse Palazzo del Podestà, de kathedraal uit 1046 en het gotische oude ziekenhuis Santa Maria del Buon Gesù.
De beroemdste inwoner van Fabriano is de vijftiende-eeuwse kunstschilder Gentile da Fabriano wiens werk is opgenomen in de Uffizi in Florence. Een ander bekend persoon, geboren in Fabriano, was Vittorio Merloni.
Het Museum van Papier en Filigraan van Fabriano is gevestigd in het voormalige klooster van de paters Dominicanen. Het museum weerspiegelt de traditie van papierproductie die Fabriano tot een unieke stad in Europa maakt. Het herbergt een reproductie van de middeleeuwse gebruiksvoorwerpen die werden gebruikt om papier met de hand te vervaardigen

## Plaatsen
De volgende frazioni maken deel uit van de gemeente:
Albacina, Argignano, Attiggio, Bassano, Bastia, Belvedere, Borgo Tufico, Ca' Maiano, Cacciano, Campodiegoli, Campodonico, Cancelli, Cantia, Castelletta, Collamato, Colle Paganello, Ciaramella, Collegiglioni, Cupo, Fontanaldo, Grotte, Marena, Marenella, Marischio, Melano, Moscano, Nebbiano, Paterno, Poggio San Romualdo, Precicchie, Rocchetta, Rucce, San Donato, San Giovanni, San Michele, Sant' Elia, Serradica, Vallemontagnana, Valleremita, Vallina, Varano, Viacce, Vigne.

## Geboren
- Venantino Venantini (1930-2018), acteur

## Galerij

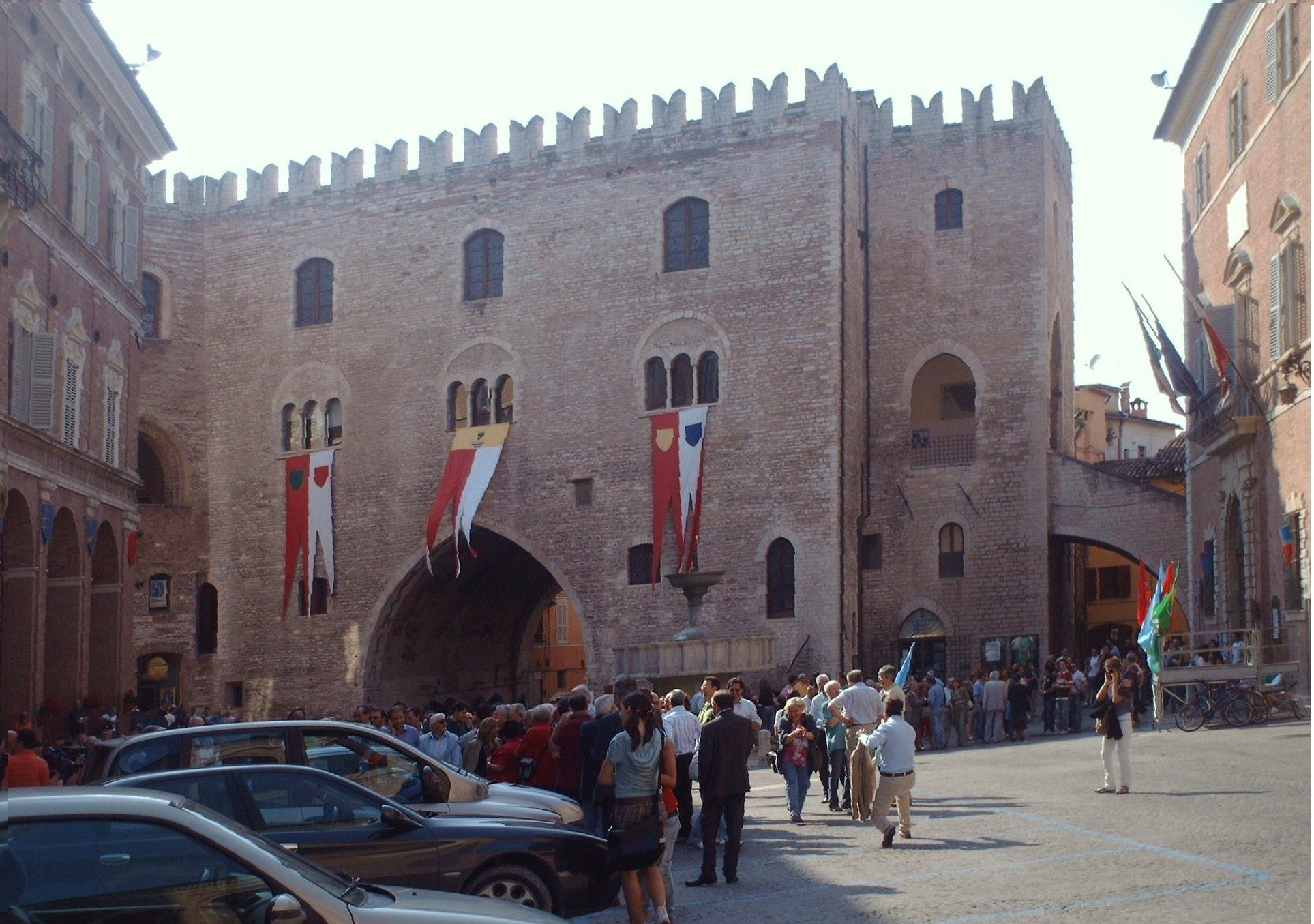
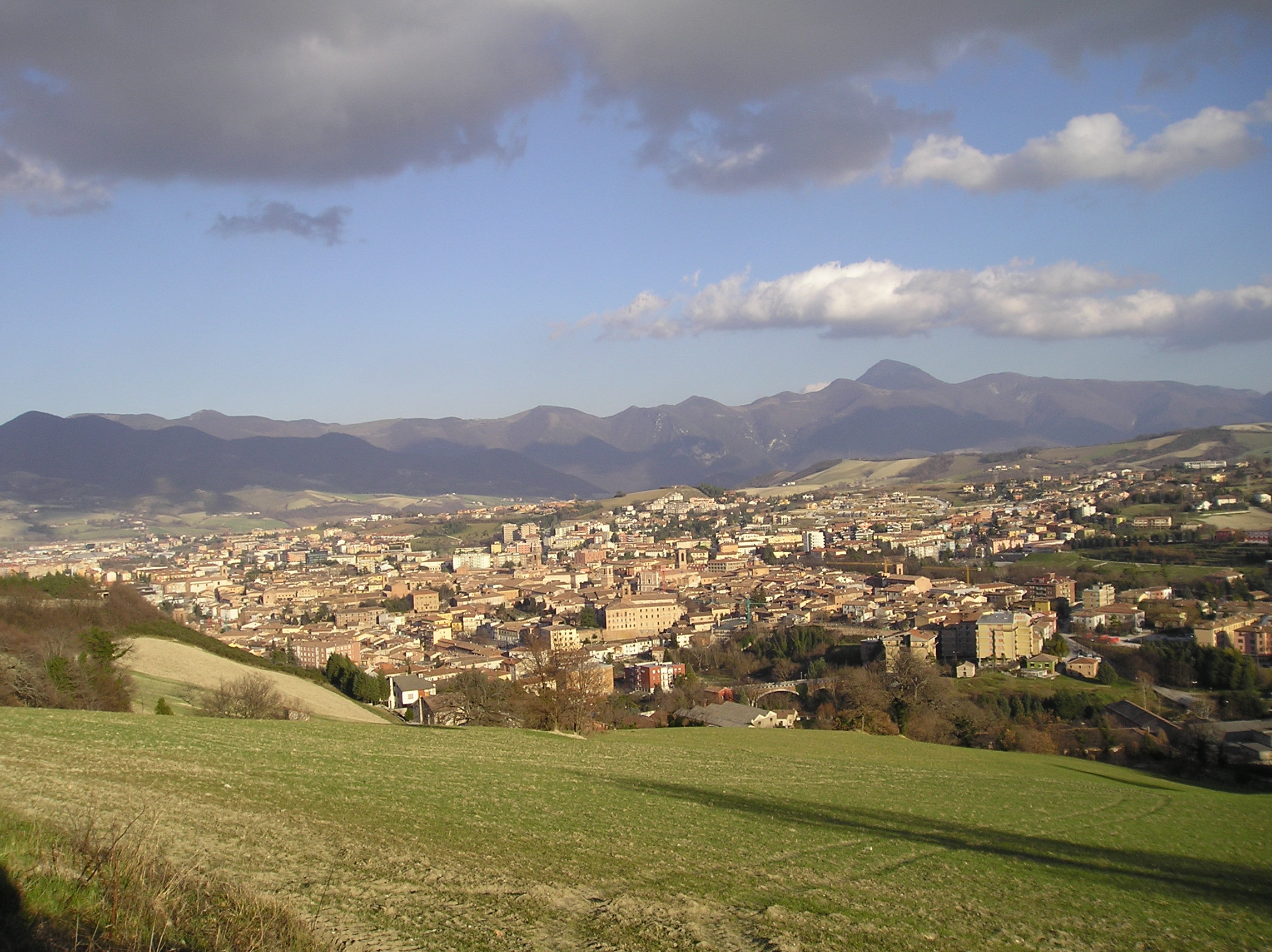
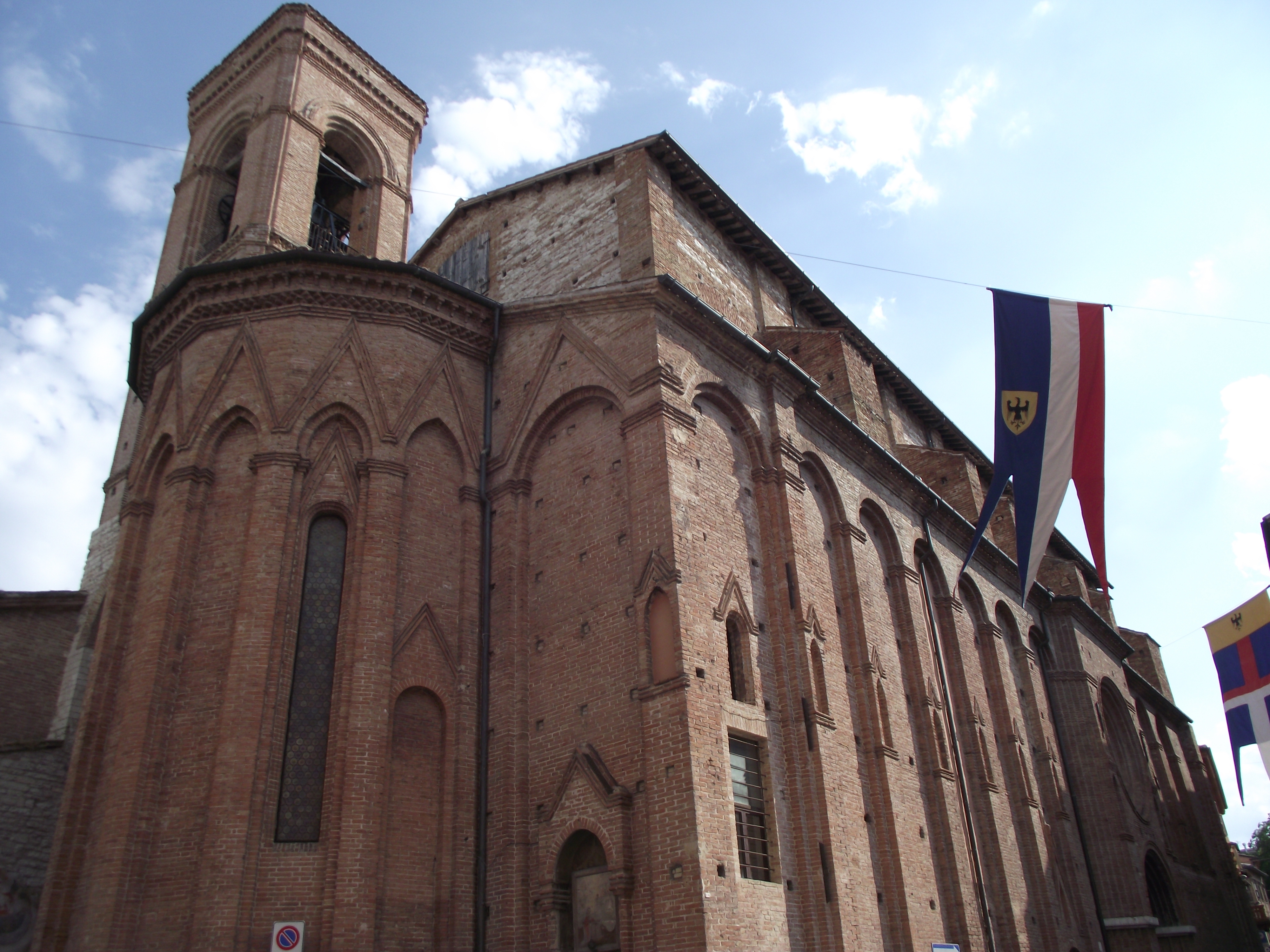
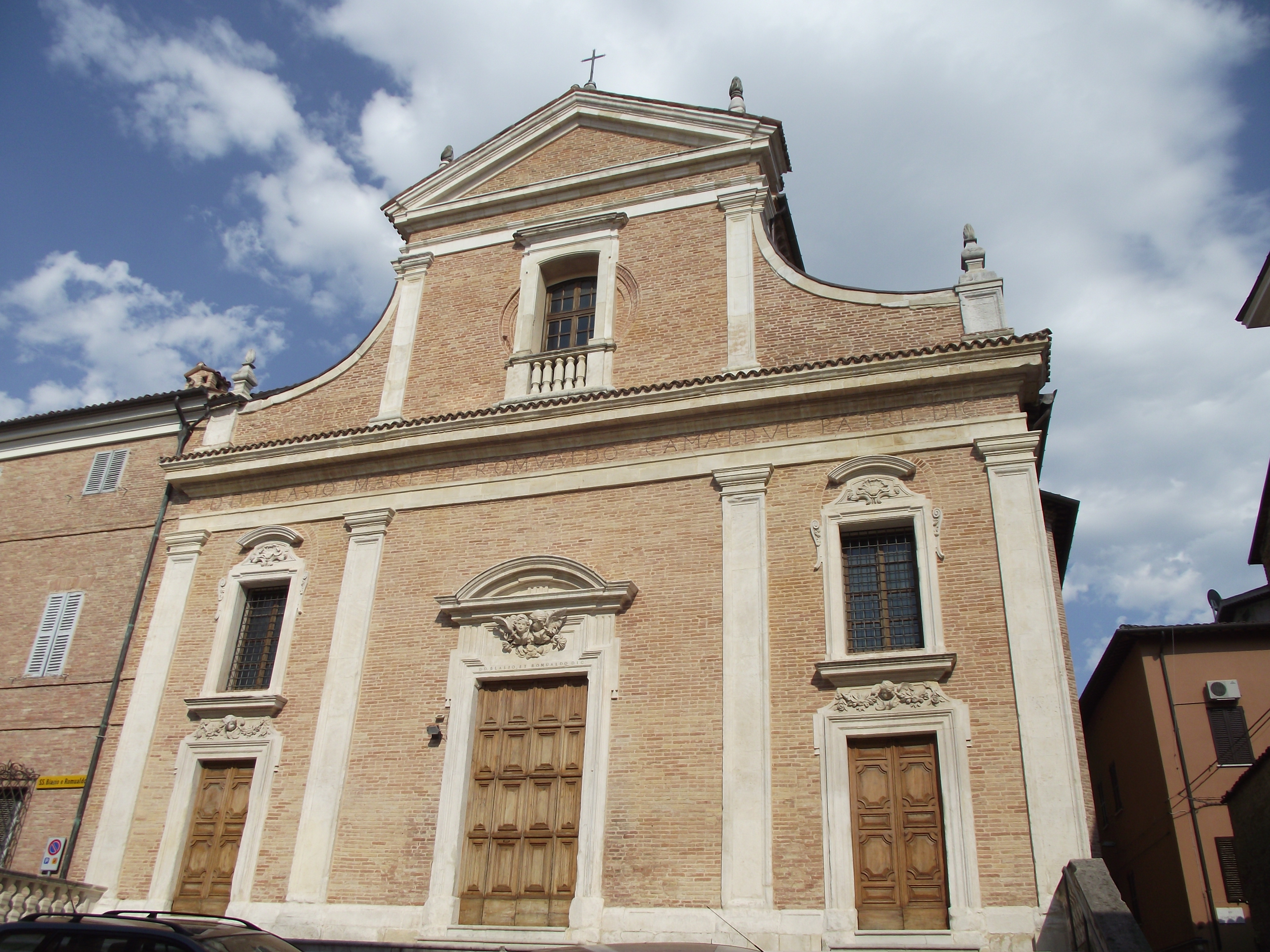
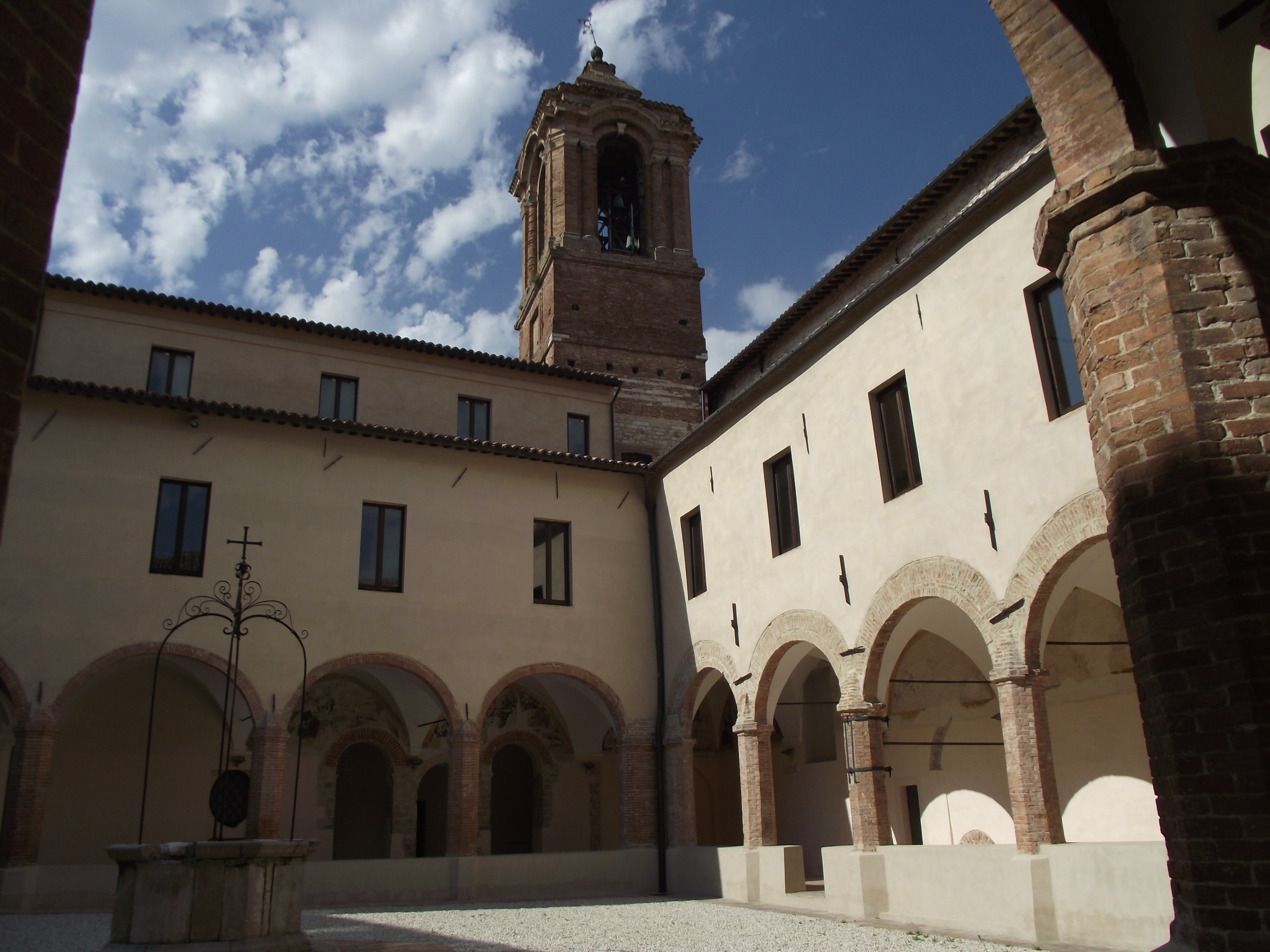
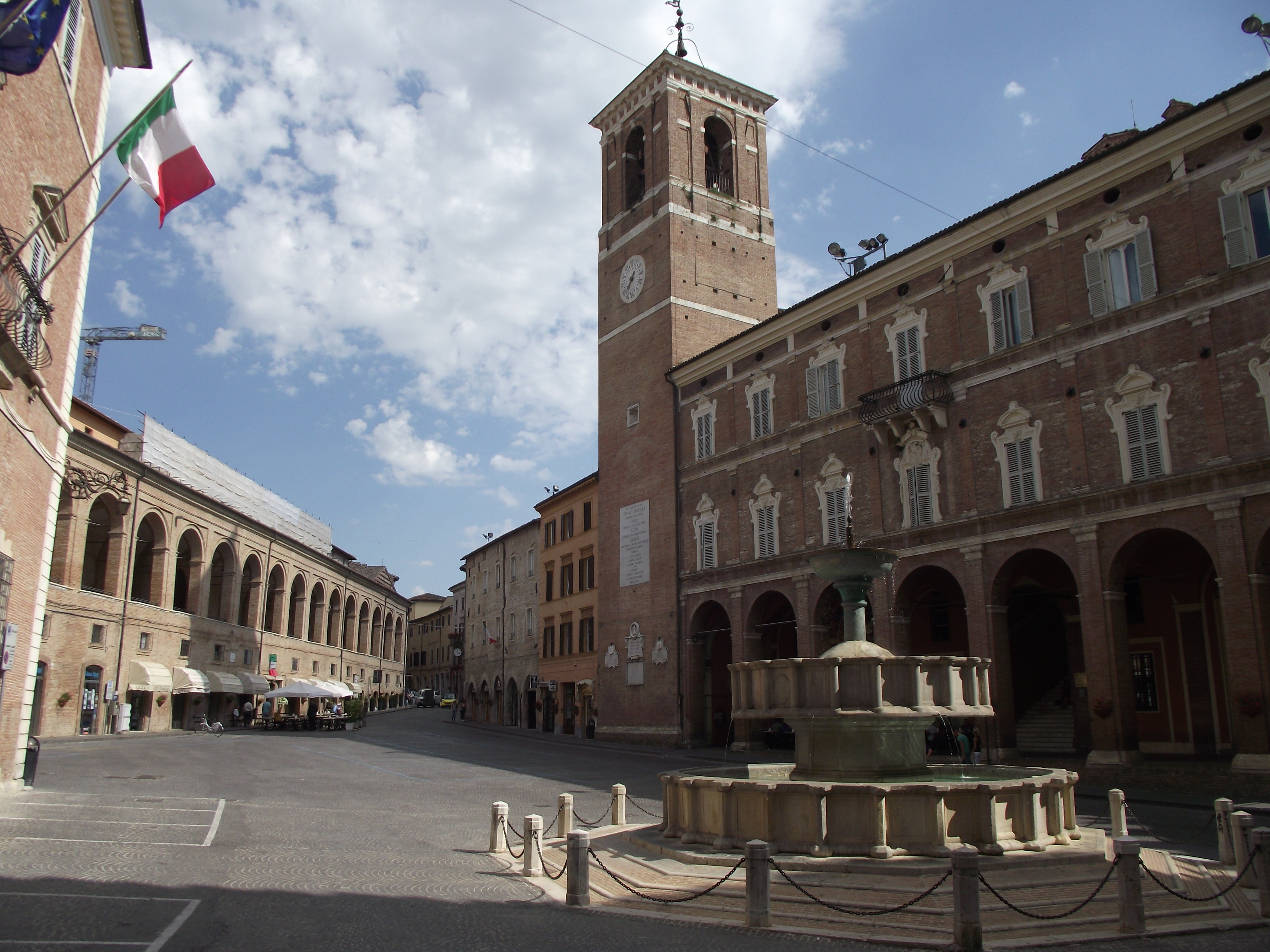
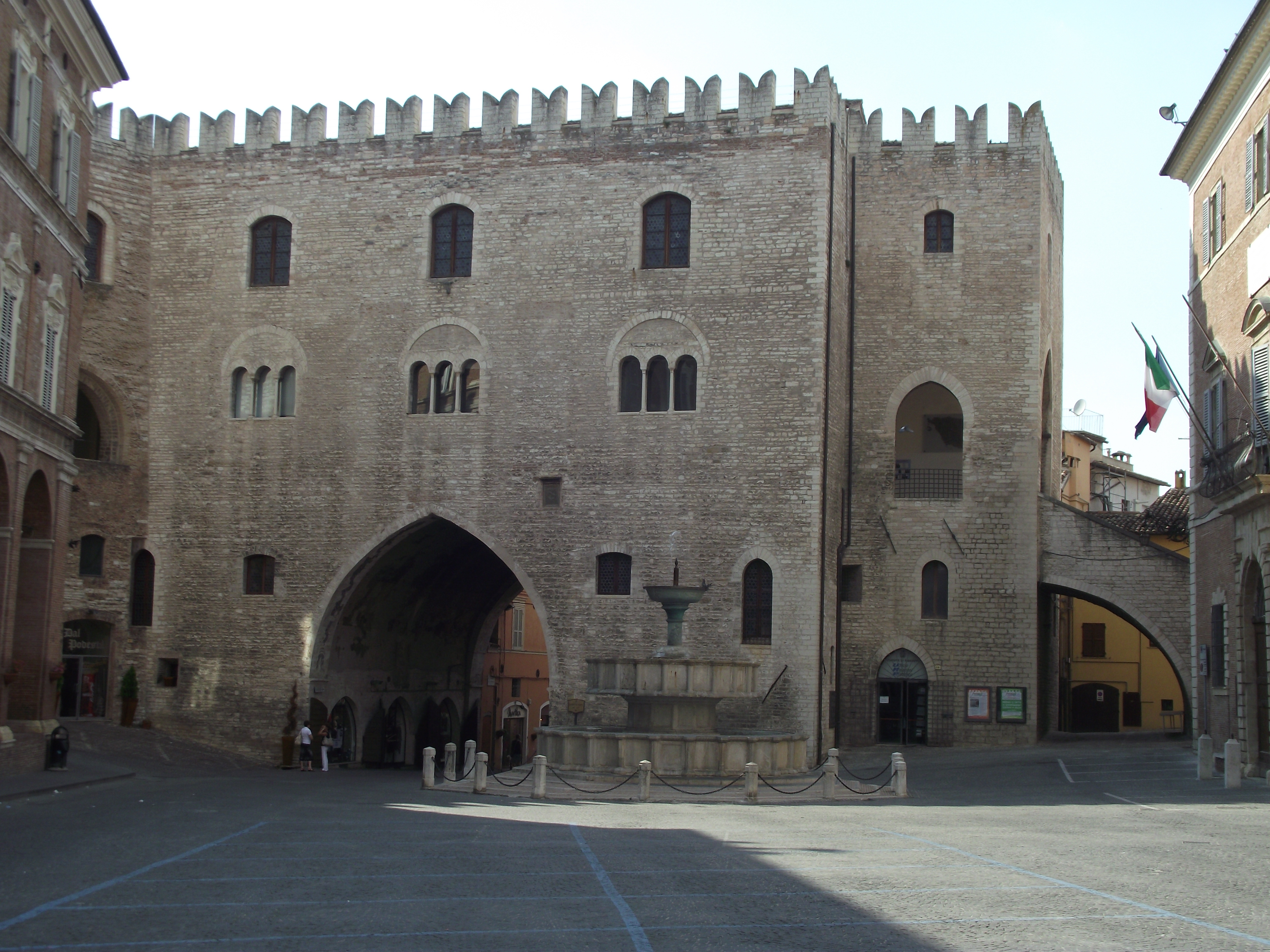
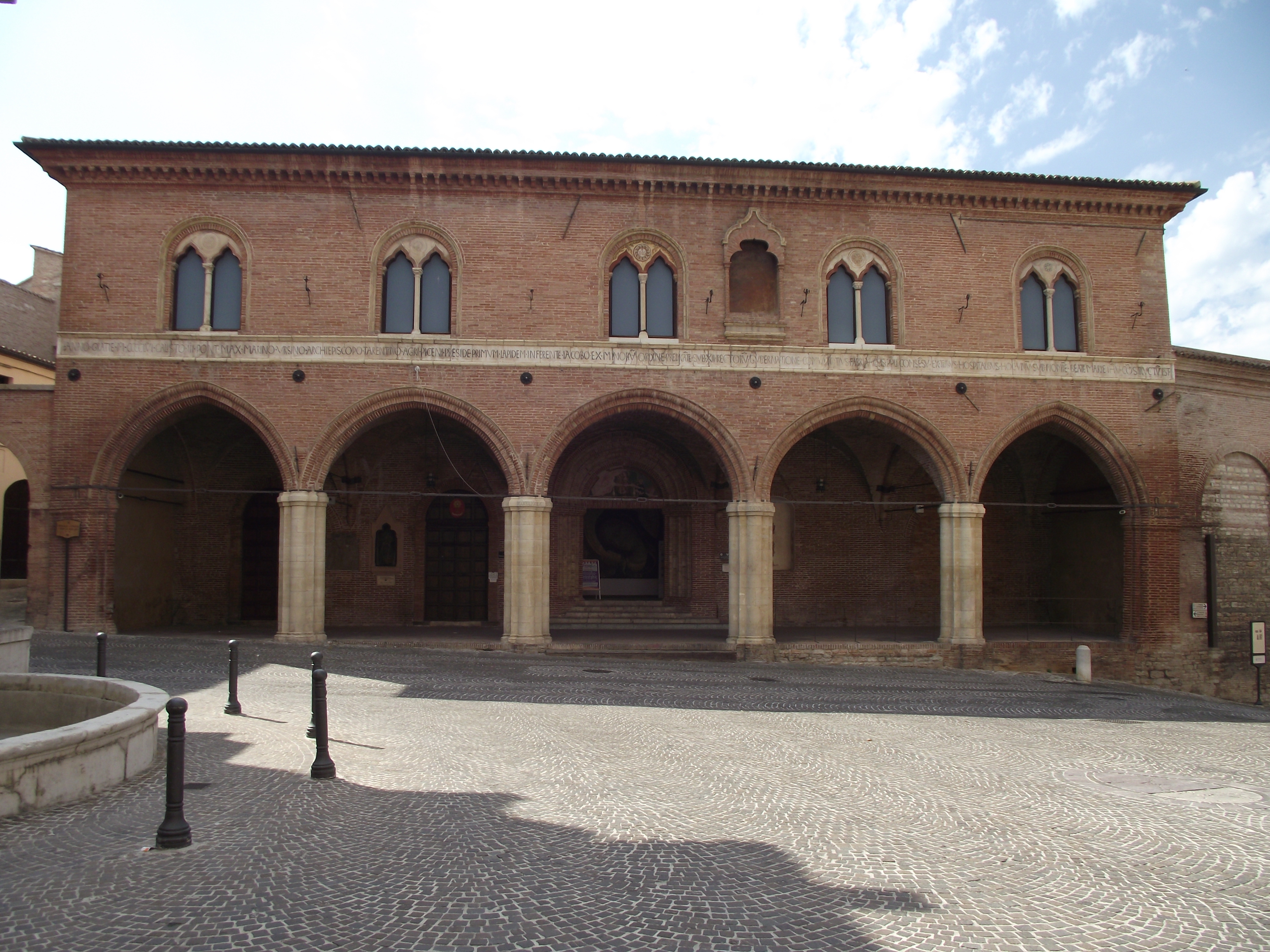